# Ingvar Eggert Sigurðsson
Ingvar Eggert Sigurðsson (AFI: [ˈiŋkvar ˈɛcːɛr̥t ˈsɪːɣʏr̥θsɔn]; Reykjavík, 22 novembre 1963) è un attore islandese tra i più noti del cinema del suo Paese.

## Filmografia parziale

### Cinema
- Devil's Island (Djöflaeyjan), regia di Friðrik Þór Friðriksson (1996)
- Stikkfrí, regia di Ari Kristinsson (1997)
- Sporlaust, regia di Hilmar Oddsson (1998)
- Englar alheimsins, regia di Friðrik Þór Friðriksson (2000)
- No Such Thing, regia di Hal Hartley (2001)
- Fálkar, regia di Friðrik Þór Friðriksson (2002)
- K-19 (K-19: The Widowmaker), regia di Kathryn Bigelow (2002)
- Stormy Weather, regia di Sólveig Anspach (2003)
- Kaldaljós, regia di Hilmar Oddsson (2004)
- Beowulf & Grendel, regia di Sturla Gunnarsson (2005)
- Mýrin, regia di Baltasar Kormákur (2006)
- Skrapp út, regia di Sólveig Anspach (2008)
- Sveitabrúðkaup, regia di Valdís Óskarsdóttir (2008)
- Reykjavík-Rotterdam, regia di Óskar Jónasson (2008)
- episodio The Letter di 8, regia di Gael García Bernal (2008)
- Kóngavegur, regia di Valdís Óskarsdóttir (2010)
- City State (Borgríki), regia di Olaf de Fleur (2011)
- Storie di cavalli e di uomini (Hross í oss), regia di Benedikt Erlingsson (2013)
- Metalhead (Málmhaus), regia di Ragnar Bragason (2013)
- City State 2 - Il sangue dei giusti (Borgríki 2), regia di Olaf de Fleur (2014)
- Everest, regia di Baltasar Kormákur (2015)
- Passeri (Þrestir), regia di Rúnar Rúnarsson (2015)
- L'effetto acquatico - Un colpo di fulmine a prima svista (L'Effet aquatique), regia di Sólveig Anspach (2016)
- The Oath - Il giuramento (Eiðurinn), regia di Baltasar Kormákur (2016)
- Justice League, regia di Joss Whedon (2017)
- Animali fantastici - I crimini di Grindelwald (Fantastic Beasts: The Crimes of Grindelwald), regia di David Yates (2018)
- A White, White Day - Segreti nella nebbia (Hvítur, hvítur dagur), regia di Hlynur Pálmason (2019)
- Zack Snyder's Justice League, regia di Zack Snyder (2021)
- Lamb (Dýrið), regia di Valdimar Jóhannsson (2021)
- Godland - Nella terra di Dio (Vanskabte land), regia di Hlynur Pálmason (2022)
- The Northman, regia di Robert Eggers (2022)
- Rebel Moon - Parte 1: Figlia del fuoco (Rebel Moon - Part One: A Child of Fire), regia di Zack Snyder (2023)
- Rebel Moon - Parte 2: La sfregiatrice (Rebel Moon - Part Two: The Scargiver), regia di Zack Snyder (2024)
- Sebastian, regia di Mikko Mäkelä (2024)

### Televisione
- Trapped (Ófærð) – serie TV, 20 episodi (2015-2019)
- Succession – serie TV, episodio 2x01 (2019)
- Katla – serie TV, 8 episodi (2021)

## Riconoscimenti
- Festival di Berlino
  - 1999 – Shooting Stars Award (Islanda)
- European Film Awards
  - 2000 – Candidatura al migliore attore per Englar alheimsins
  - 2019 – Candidatura al migliore attore per A White, White Day - Segreti nella nebbia
- Premio Edda
  - 2000 – Attore dell'anno per Englar alheimsins
  - 2004 – Attore o attrice dell'anno per Kaldaljós
  - 2006 – Attore o attrice dell'anno per Mýrin
  - 2011 – Candidatura al miglior attore non protagonista per Kóngavegur
  - 2014 – Attore dell'anno per Storie di cavalli e di uomini
  - 2014 – Miglior attore non protagonista per Metalhead
  - 2016 – Candidatura al miglior attore non protagonista per Passeri
  - 2020 – Attore dell'anno per A White, White Day - Segreti nella nebbia
- Premio Napapijri alla miglior interpretazione al Noir in Festival 2007 per Mýrin

## Doppiatori italiani
Nelle versioni in italiano delle opere in cui ha recitato, Ingvar Eggert Sigurðsson è stato doppiato da:
- Dario Oppido in Trapped, The Northman
- Franco Mannella in Rebel Moon - Parte 1: Figlia del fuoco, Rebel Moon - Parte 2: La sfregiatrice
- Germano Basile in Storie di cavalli e di uomini
- Stefano Macchi in Everest
- Stefano De Sando in L'effetto acquatico - Un colpo di fulmine a prima svista
- Raffaele Palmieri in Animali fantastici - I crimini di Grindelwald
- Daniele Valenti in Zack Snyder's Justice League
- Luca Sbaragli in Lamb
- Marco Mete in Katla
- Pierluigi Astore in Godland - Nella terra di Dio